# Dany indirecte a l'ADN

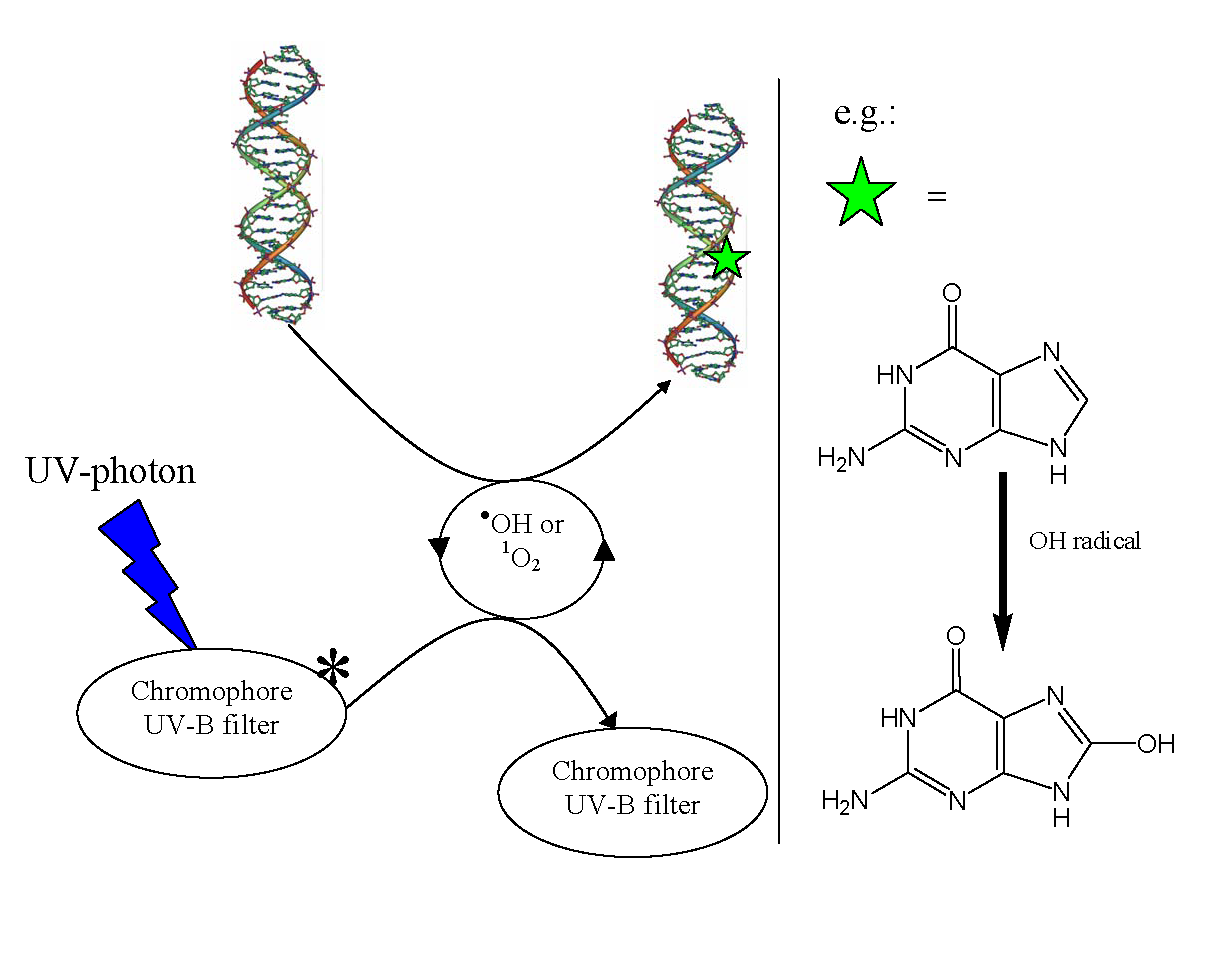
Dany indirecte a l'ADN: El cromòfor absorbeix llum ultraviolada (* indica un estat d'excitació), i l'energia de l'estat d'excitació crea un oxigen singlet (¹O₂) o un radical hidroxil (•OH), que després danya l'ADN mitjançant l'oxidació.

El dany indirecte a l'ADN succeeix quan un fotó ultraviolat és absorbit a la pell per un cromòfor que no té la capacitat de convertir l'energia en calor innòcua ràpidament. Les molècules que no tenen aquesta capacitat presenten un estat excitat de llarga duració. Aquest temps de vida llarg condueix a una alta probabilitat de reaccionar amb altres molècules, el que s'anomena reaccions bimoleculars. La melanina i l'ADN tenen uns temps de vida d'estat excitat molt curts de l'ordre dels femtosegons (10-15 s). El temps de vida de l'estat d'excitació d'aquestes substàncies és de 1.000 a 1.000.000 de vegades més llarg que el temps de vida de la melanina i, per tant, poden causar dany a les cèl·lules que entren en contacte amb elles.
La molècula que originalment absorbeix la radiació del fotó ultraviolat es diu "cromòfor". Les reaccions bimoleculars poden ocórrer entre el cromòfor excitat i l'ADN, o entre el cromòfor excitat i una altra molècula, per produir radicals lliures i espècies reactives de l'oxigen (ROS). Aquestes espècies químiques reactives poden arribar a l'ADN per difusió i la reacció bimolecular danya l'ADN (estrès oxidatiu). És important assenyalar que el dany indirecte a l'ADN no provoca cap senyal d'avís o dolor en el cos humà.
Les reaccions bimoleculars que causen el dany indirecte a l'ADN es poden veure a la figura següent:
{\displaystyle \mathrm {(Cromofor)^{*}+{}^{3}O_{2}\ {\xrightarrow {}}\ Cromofor+{}^{1}O_{2}} }
¹O₂ és el reactiu perjudicial oxigen singlet:
{\displaystyle \mathrm {{}^{1}O_{2}+ADN\ intacte\ {\xrightarrow {}}\ {}^{3}O_{2}+ADN\ danyat} }

## Localització del dany
A diferència del dany directe a l'ADN, que succeeix en àrees directament exposades a la llum UV-B, els radicals lliures poden viatjar a través del cos i afectar altres zones i, fins i tot, òrgans interns. El caràcter itinerant del dany indirecte a l'ADN es pot observar en el fet que un melanoma maligne pot succeir en llocs que no han estat directament il·luminats pel sol, en contrast amb el carcinoma basocel·lular i el carcinoma escatós, que només apareixen en zones il·luminades directament del cos.